# قشلاق حاج علی قلی جعفر
قشلاق حاج علی قلی جعفر یک منطقهٔ مسکونی در ایران است که در بخش اسلام‌آباد واقع شده‌است. قشلاق حاج علی قلی جعفر ۲۹ نفر جمعیت دارد.